# Dave Dee, Dozy, Beaky, Mick & Tich
Dave Dee, Dozy, Beaky, Mick & Tich è un gruppo musicale inglese formatosi a Salisbury nel 1964. La band era originariamente composta da David Harman (Dave Dee), Trevor Ward-Davies (Dozy), John Dymond (Beaky), Michael Wilson (Mick) e Ian Amey (Tich). Il loro nome innovativo, i loro spettacoli eccentrici e il loro senso del vestiario appariscente li hanno aiutati a ottenere popolarità con una serie di singoli di successo scritti dai compositori Ken Howard e Alan Blaikley, tra cui Hold Tight!, Bend It! e Zabadak!. Nel corso della carriera della band, hanno suonato diversi generi musicali, tra cui freakbeat, mod e pop. Due dei loro singoli hanno venduto più di un milione di copie ciascuno, e hanno raggiunto il primo posto nella classifica dei singoli nel Regno Unito con uno di essi, The Legend of Xanadu. A differenza di molte altre band britanniche degli anni '60 associate alla British invasion negli Stati Uniti, Dave Dee, Dozy, Beaky, Mick & Tich hanno avuto un successo commerciale limitato negli Stati Uniti. Sono stati accolti meglio in Canada con 7 canzoni nella top 100. Dopo il primo scioglimento del 1973, la band si è riunita in varie formazioni.

## Storia del gruppo
I membri del gruppo, provenienti da varie band della zona di Salisbury, si conobbero alla fine degli anni '50. Trevor Davies (Dozy), allora con i Beatnicks, incontrò Ian Amey (Tich) e lo persuase a lasciare il suo gruppo, gli Eddy and the Strollers, per unirsi ai Beatnicks. Alcuni mesi dopo, David Harman (Dave Dee) dei Coasters and Boppers si unì e Tich si avvicinò al suo compagno di scuola John Dymond (Beaky), che era anche membro dei Big Boppers, per unirsi anche lui.
Davies, Amey e Harman sono stati tutti membri di un gruppo chiamato Ronnie Blonde and the Beatnicks. Facevano spesso concerti con un repertorio di classici del rock e successi contemporanei, oltre a qualche brano proprio. Una sera il loro frontman Ronnie non si presentò e Dave finì per fare la maggior parte dei lead vocals, diventando infine il frontman del gruppo.
I batteristi del gruppo cambiarono continuamente, ma, intorno alla fine del 1961, Michael Wilson (Mick), che Dozy aveva incontrato durante un viaggio in autobus, si unì come loro batterista permanente. Con questa nuova formazione, cambiarono nome in Dave Dee and the Bostons. I membri del gruppo lasciarono presto i loro mestieri (Dave Dee era un poliziotto) per vivere di musica. Oltre a esibirsi nel Regno Unito, suonavano occasionalmente ad Amburgo (Star-Club, Top Ten Club) e a Colonia (Storyville).
Prima di lasciare la polizia di Wiltshire, nell'aprile del 1960 il cantante Dave Dee partecipò alla scena dell'incidente stradale in cui il cantante americano Eddie Cochran morì e Gene Vincent rimase ferito.
Nell'estate del 1964, i compositori britannici Ken Howard e Alan Blaikley si interessarono a registrare dei loro brani. La band fu allestita in studio per delle sessioni di registrazione con Joe Meek, che non andarono a buon fine. Il gruppo ottenne infine un contratto discografico con la Fontana Records.
Ken Howard disse: "Abbiamo cambiato il loro nome in Dave Dee, Dozy, Beaky, Mick & Tich, perché erano i loro soprannomi reali e perché volevamo sottolineare le loro personalità molto distinte in un contesto che considerava le band come collettivi". Il nome distintivo, unito a canzoni ben prodotte e orecchiabili di Howard e Blaikley, catturò rapidamente il pubblico britannico e i loro dischi iniziarono a vendere in abbondanza. Il gruppo fece qualche tour in Australia e Nuova Zelanda, dove avevano anche ottenuto un successo commerciale.
Alcuni dei soprannomi dei membri sono oscuri. "Mick" è l'abbreviazione di "Michael". "Tich" era più piccolo dei suoi amici da bambino, e "Dozy" probabilmente derivava dal fatto che Trevor Ward-Davies aveva accidentalmente gettato via una barretta di cioccolato e cercato di mangiare il suo involucro.
Hanno anche raggiunto la vetta della classifica dei singoli nel Regno Unito nel 1968 con The Legend of Xanadu. Le vendite combinate superarono il milione di copie. Altri successi tra i primi dieci nel Regno Unito includevano Hideaway, Hold Tight!, Bend It!, Save Me, Okay!, Zabadak! e Last Night in Soho.
Bend It! fu un grande successo in Europa. La canzone fu ispirata dalla musica della colonna sonora del film Zorba il greco. Le vendite combinate nel Regno Unito e in Europa superarono il milione di copie. Tuttavia, nell'ottobre del 1966, la rivista musicale britannica NME commentò che dozzine di stazioni radio americane avevano vietato il brano perché i testi erano considerati troppo suggestivi. Il gruppo rispose registrando una nuova versione a Londra con un nuovo testo, che venne presto pubblicata negli Stati Uniti, mentre il singolo originale fu ritirato dalla circolazione. Bend It! fu poi utilizzata in un episodio della sitcom animata americana Futurama intitolato The Mutants Are Revolting.
Hold Tight! fu invece inserita nella colonna sonora del film del 2007 di Quentin Tarantino Grindhouse - A prova di morte.
Il gruppo vendeva molto anche fuori dall'Europa, in particolare nei paesi del Commonwealth britannico. In Nuova Zelanda, il gruppo ha raggiunto la vetta della classifica dei singoli per tre volte e altre sei canzoni arrivarono tra le prime dieci. In Australia, arrivarono in top 10 con Hold Tight!, Bend It!, Zabadak! e The Legend of Xanadu. In Canada, il gruppo ottenne due successi tra i primi dieci con Zabadak!, che arrivò al numero uno, e The Legend of Xanadu.
Nel settembre del 1969, Dave Dee lasciò il gruppo per una breve carriera da solista. NME aveva riportato il mese precedente che Dave Dee avrebbe interpretato il capo di una gang di motociclisti nel film di Marty Feldman Ogni uomo dovrebbe averne due. Il resto della band, ribattezzata D,B,M e T, continuò a pubblicare dischi fino allo scioglimento nel 1973.
Nel 1973, Ian Amey e John Dymond formarono una band con Peter Mason, Bob Taylor e Charles O'Brien chiamata Mason. Nel 1974, la formazione originale si riunì per un singolo, She's My Lady, con Dave Dee e Peter Mason alla produzione. Ian Amey e John Dymond continuarono a suonare con Trevor Ward-Davies e Pete Lucas in un gruppo chiamato Tracker. Nel 1976, dopo lo scioglimento dei Tracker, Ian Amey riunì Dozy, Beaky, Mick & Tich con la formazione dei Tracker. Beaky suonava la batteria e Pete, con il nome di Mick, suonava la chitarra.
Nel 1979, Dave Dee produsse, ma non suonò, il singolo della band You've Got Me on the Run, che aveva Beaky come voce solista. Nel 1980 o nel 1982, Dave Dee si riunì alla band, sebbene non in modo costante. Pete Lucas lasciò e fu sostituito dal cantante John Hatchman. Inizialmente cantante nella band, Hatchman passò poi a suonare la batteria e Beaky tornò alla chitarra. Il gruppo continuò a fare registrazioni, di solito con Dave Dee, sebbene non sempre, come nel caso del singolo del 1986, Matthew and Son. Nel frattempo, Dave Dee era diventato un produttore discografico per la Magnet Records. Nel 1987, la band si trasferì a Marbella, escludendo di fatto Dave Dee.
Nel 1989, il gruppo tornò in Inghilterra senza John Dymond, sostituito da Paul Bennett. Alcuni anni dopo, Tony Carpenter rimpiazzò Bennett. Negli anni '90, ricominciarono a esibirsi assieme a Dave Dee. Quest'ultimo continuò a suonare con la sua band quasi fino alla sua morte il 9 gennaio 2009. Aveva sofferto di cancro alla prostata fin dall'inizio del 2001.
Nel 2008, per celebrare i 40 anni dall'ingresso di The Legend of Xanadu nelle classifiche musicali, è stata collocata una targa blu a Salisbury.
Nel 2013, John Dymond (il Beaky originale) è tornato nella band. Nel 2014, Tich si è ritirato dopo 50 anni.
Con Ray Frost come il nuovo "Tich", la band, ancora con due membri originali, si è impegnata a continuare. Tuttavia, Trevor Ward-Davies (Dozy) è morto il 13 gennaio 2015, all'età di 70 anni, dopo una breve malattia.
Il film del 2021 Ultima notte a Soho, diretto da Edgar Wright, include il brano omonimo del gruppo (Last Night in Soho). La band è stata presa in considerazione per il palco "leggende" al Festival di Glastonbury nel 2024.
Il chitarrista ritmico e cantante Pete Lucas (Mick II) è morto il 16 dicembre 2023, il giorno del suo 73º compleanno.
Ian Amey (Tich) è morto il 15 febbraio 2024, all'età di 79 anni.

## Formazione
Attuale
- Dozy II (Paul Cornwell) – basso (2015-attuale)
- Beaky I (John Dymond) – chitarra (1964-1973, 1974, anni 1980-1989, 2013-attuale), voce (1969-1973, 1976-1989, 2013-attuale)
- Mick III (John Hatchman) – batteria (anni 1980-attuale), voce (1982-attuale)
- Tich III (Chris Moores) – chitarra (2020-attuale)

Ex componenti
- Dave Dee (David John Harman) – voce (1964-1969, 1974, 1982-1987, 1989-2009)
- Dozy I (Trevor Leonard Ward-Davies) – basso (1964-1973, 1974, 1976-2015), voce (1969-1973)
- Beaky II (Paul Bennett) – chitarra (1989-1993)
- Beaky III (Tony Carpenter) – chitarra (1993-2013)
- Mick I (Michael Wilson) – batteria (1964-1973, 1974)
- Mick II (Pete Lucas) – chitarra, voce (1976-1982)
- Tich I (Ian Frederick Stephen Amey) – chitarra (1964-1973, 1974, 1976-2014), voce (1969-1973)
- Tich II (Jolyon Dixon) – chitarra (2014-2020)

## Discografia

### Album in studio
- 1966 – Dave Dee, Dozy, Beaky, Mick & Tich
- 1966 – If Music Be the Food of Love... Prepare for Indigestion
- 1968 – If No-One Sang
- 1969 – Together
- 1970 – Fresh Ear
- 1984 – Dave Dee, Dozy, Beaky, Mick & Tich (nuova registrazione)

### Compilation
- 1967 – Greatest Hits
- 1967 – Golden Hits of Dave Dee, Dozy, Beaky, Mick & Tich
- 1968 – D D D B M T (A Plea For Sanity)
- 1969 – Legend Of...
- 1971 – Greatest Hits
- 1976 – Greatest Hits
- 1984 – Greatest Hits
- 1987 – Hits Album
- 1990 – The Best of Dave Dee, Dozy, Beaky, Mick & Tich
- 1991 – Greatest Hits
- 1995 – Zabadak
- 1995 – Hold Tight! The Best of the Fontana Years
- 1995 – The Best of Dave Dee, Dozy, Beaky, Mick & Tich
- 1996 – The Complete Collection
- 1997 – All the Hits Plus More
- 1997 – Together
- 1999 – Boxed!
- 1999 – The Singles
- 2001 – Dave Dee, Dozy, Beaky, Mick & Tich
- 2008 – The BBC Sessions
- 2008 – The Very Best of Dave Dee, Dozy, Beaky, Mick & Tich
- 2023 – The Complete French EP’s & Singles Collection